# 橋上的塗鴉
〈橋上的塗鴉〉是英國創作歌手紅髮艾德的歌曲，於2021年10月29日交由英國大西洋唱片作為他第5張錄音室專輯《=》的第3首單曲發行。此曲由艾德、強尼·麥克戴德和佛瑞德合作編寫製作。

## 宣傳與發行
2021年8月19日，艾德公佈了他的第5張錄音室專輯《=》，此曲被列入曲目表當中。10月26日，艾德上NPR節目《小桌音樂會》演唱了這首歌。29日，〈橋上的塗鴉〉作為第3首單曲與專輯一併發行。音樂錄影帶及歌詞影片也於同日上傳到YouTube。

## 構成
〈橋上的塗鴉〉是一首快節奏的合成器流行歌曲，以C大調的四四拍子寫成。

## 音樂錄影帶
這首歌的音樂錄影帶於專輯發行同日上傳到艾德的YouTube頻道，由曾擔任〈妳的樣子〉、〈高威女孩〉、〈完美無瑕〉、〈危險邊緣〉和〈交給我來扛〉音樂錄影帶導演的Jason Koenig執導。影片末尾前職業相撲力士山本山龍太客串出鏡，他邀請艾德乘坐公車。由日本歌手MARINA演唱的〈妳的樣子〉翻唱版出現在片尾字幕片段。

## 專業評價
Stereogum將這首歌描述為「新浪潮式的」。在對專輯的評論中，《紐約時報》談到這首歌：「至少專輯中最好的歌曲也似乎注定成為他下一首你會一直聽直到你厭倦的歌曲：〈橋上的塗鴉〉，一種喜怒無常的80年代復古風格，聽起來像是對洛·史都華的〈Young Turks〉更憂鬱的更新」。在一篇關於這首歌的文章中，Genius將其描述為「一首受80年代合成器流行啟發的歌曲，講述了分手後努力去放手的故事。」

## 參與人員
- 紅髮艾德 – 主唱、背景人聲、原聲吉他、詞曲創作、製作
- 強尼·麥克戴德（英语：Johnny McDaid） – 背景人聲、貝斯、電吉他、鍵盤、編程、製作、策畫、詞曲創作
- 佛瑞德（英语：Fred Again） – 貝斯、鼓、鍵盤、編程、背景人聲、原聲吉他、製作、策畫、詞曲創作
- 路易絲·克萊爾·馬歇爾 – 額外人聲
- 斯圖爾特·霍克斯 – 母帶後期工程
- 馬克·「斯派克」·斯坦特 – 混音
- 格雷厄姆·阿徹 – 策畫、人聲製作
- 基蘭·比爾德莫爾 – 混音協助
- 查理·福爾摩斯 – 混音協助
- 威爾·雷諾茲 – 工程協助
- 哈爾·里森 – 額外策畫

## 排行榜
| 榜單（2021年）                            | 峰值 |
| ----------------------------------------- | ---- |
| 澳洲（澳洲唱片業協會榜）                  | 8    |
| 奥地利（Ö3四十强单曲榜）                  | 20   |
| 加拿大（Canadian Hot 100）                | 23   |
| 捷克（電台百強單曲榜）                    | 20   |
| 丹麥（Tracklisten）                       | 16   |
| 歐洲（《告示牌》Euro Digital Song Sales） | 7    |
| 芬兰（芬蘭官方單曲榜）                    | 12   |
| 德国（德國官方單曲榜）                    | 17   |
| 全球（《告示牌》全球二百大單曲榜）        | 11   |
| 愛爾蘭（愛爾蘭唱片音樂協會单曲榜）        | 4    |
| 義大利（意大利音樂產業聯盟）              | 66   |
| 日本（日本百大單曲榜）                    | 99   |
| 立陶宛（AGATA）                           | 24   |
| 荷兰（百强单曲榜）                        | 27   |
| 紐西蘭（紐西蘭唱片音樂協會）              | 10   |
| 挪威（VG-lista）                          | 21   |
| 新加坡（新加坡唱片業協會）                | 17   |
| 斯洛伐克（百大數位單曲榜）                | 19   |
| 瑞典（瑞典最熱榜）                        | 19   |
| 瑞士（瑞士热门音乐榜）                    | 13   |
| 台灣（HITO 西洋排行榜）                   | 1    |
| 英國（官方榜单公司單曲榜）                | 4    |
| 美国（《告示牌》百大單曲榜）              | 41   |

## 發行歷史
| 地區 | 日期           | 格式                     | 唱片公司 | 參考   |
| ---- | -------------- | ------------------------ | -------- | ------ |
| 多國 | 2021年10月29日 | 數位下載 串流媒體 CD單曲 | 大西洋   | [ 36 ] |

## 外部連結
- YouTube上的Overpass Graffiti
- YouTube上的Overpass Graffiti [Official Lyric Video
- YouTube上的Overpass Graffiti [Official Behind The Scenes Video